# O-Etil S-2-(butiltio)etil metilfosfonotiolato
V-sub m é um composto organofosforado com toxicidade de alto grau, formulado em C9H21O2PS2, é um agente relacionado a outros neurotóxicos.